# Rhagadostoma brevisporum
Rhagadostoma brevisporum är en lavart som först beskrevs av Navar.-Ros. och Nestor Luís Hladun Simón, och fick sitt nu gällande namn av Navar.-Ros. in Navarro-Rosines et al. Rhagadostoma brevisporum ingår i släktet Rhagadostoma, och familjen Nitschkiaceae. Arten är reproducerande i Sverige.